# Äntligen en ny dag!
Äntligen en ny dag! är ett musikalbum från 1976 med den svenska rockgruppen Nynningen, utgivet på skivbolaget Nacksving.
Många av texterna är starkt vänsterpolitiska, som exempelvis Folkens kamp är folkens hopp, Säj Algots, det räcker och De verkliga terroristerna, där världens imperialister och folkmördare utpekas som de verkliga terroristerna.

## Låtlista
1. De verkliga terroristerna - 4:38
2. Kriminal Tango - 3:14
3. Balladen om servitrisen och flyktingen - 5:16
4. Säj Algots, det räcker - 4:15
5. Festa da Liberdade 1975 - 3:21
6. Gryning - 4:37
7. Äntligen en ny dag! - 5:56
8. Ailé! Ailé! - 1:52
9. Folkens kamp är folkens hopp - 3:35
10. Efterdyning - 2:25